# 巨乳保育士高島みちこ
『巨乳保育士高島みちこ』はぶんか社「みこすり半劇場」で2008年10号まで連載されていた4コマ漫画」である。著者は鈴木ぺんた。

## 登場人物
高島みちこ
主人公でもも組副担任。巨乳で男好き。そっくりな姉がいる。
よしえ
みちこの同僚で、もも組担任。Aカップで彼氏いない歴5年。
主にみちこのツッコミ役。
山口
みちこの同僚。ロリコンの気があり。
みほ
みちこ達の同僚。レズっ気がある。
洋平
もも組の園児。ピアノを弾くなど器用だが、おマセな性格。
顔に似合わずおっさん臭い言動もみられる。
タカシ
もも組の園児。
ケンジ
もも組の園児の一人。
ルカ
もも組の園児の一人。女王様な性格。
歩を下僕扱いしている。
歩
もも組の園児で、ルカの下僕。

## 所収
「ぶんか社コミックス」より
- 『巨乳保育士高島みちこ 1』2005年4月発売、ISBN 4-8211-8155-X
- 『セキララ保育士♥みちこ先生』2007年11月発売、ISBN 4-8211-8518-0